# Arriviamo noi!
Arriviamo noi! è un film del 1942 diretto da Amleto Palermi.

## Trama
I tre gestori del "Castello delle streghe", un'attrazione da luna park, prendono sotto la loro protezione la piccola Nellina, una povera orfanella maltrattata dalla matrigna, dandogli ospitalità. La matrigna non reagisce, anzi è ben contenta di essersi tolta un peso, fino a quando non arriva la notizia che Nellina dovrà ereditare una grossa fortuna. Non riuscendo a riprendersela, ricorre anche all'inganno pur di riuscire a mettere le mani sull'eredità. I tre amici, naturalmente, partono alla riscossa e alla fine la giustizia trionferà.

## Produzione
Girato negli stabilimenti Scalera, il film, prima della distribuzione ha più volte cambiato titolo: da Vita di luna-park a L'amico pubblico n° 1. Girato nel 1940 uscì nelle sale due anni dopo (il 27 febbraio 1942), quindi dopo la morte del regista che avvenne il 20 aprile 1941.

## Critica
«Romanzetto tra il sentimentale e il buffonesco è il soggetto immaginato da Amleto Palermi, al quale si deve anche la regia del film, che oltre alle risorse della sua romanticheria si giova di trovatine e di elementi a sorpresa. Si giova soprattutto della schietta, scanzonata comicità di Riento, delle risorse naturali di Erminio Spalla e della buona recitazione di Carlo Romano, originale terzetto dei protettori. Laura Nucci e Liliana Boeuf sono perfettamente a posto e si fanno notare l'Almirante e Maldacea».